# Mainsforth
Mainsforth – wieś w Anglii, w hrabstwie Durham. Leży 12 km na południe od miasta Durham i 364 km na północ od Londynu.